# ماریسا رامیرز
ماریسا رامیرز (انگلیسی: Marisa Maguire Ramirez؛ زادهٔ ۱۵ سپتامبر ۱۹۷۷) بازیگر اهل ایالات متحده آمریکا است. وی از سال ۱۹۹۷ میلادی تاکنون مشغول فعالیت بوده‌است.
از فیلم‌ها یا مجموعه‌های تلویزیونی که وی در آن‌ها نقش داشته است، می‌توان به نجیب‌زادگان اشاره نمود.